# コル古細菌
コル古細菌（コルこさいきん、コルアーキオータ、Korarchaeota、Korarchaea）とは1996年にBarnsらによって指摘された古細菌の系統である。
1990年にカール・ウーズが古細菌ドメインを提唱して以来、クレン古細菌、ユーリ古細菌の2界が設定されたが、コル古細菌はその2界（門）に入らない系統として初めて発見されたものである。1996年に、アメリカアイダホ州のイエローストーン国立公園の74-93°Cの熱水底泥にPCR法を用いて、16S rRNA系統解析を試みたところ、クレン古細菌、ユーリ古細菌界のどちらにも入らない配列を発見した。この結果より、Barnsらは、従来のWoeseによる『古細菌は二界である』という説を覆し『古細菌は三界よりなる』という主張を打ち立てた。

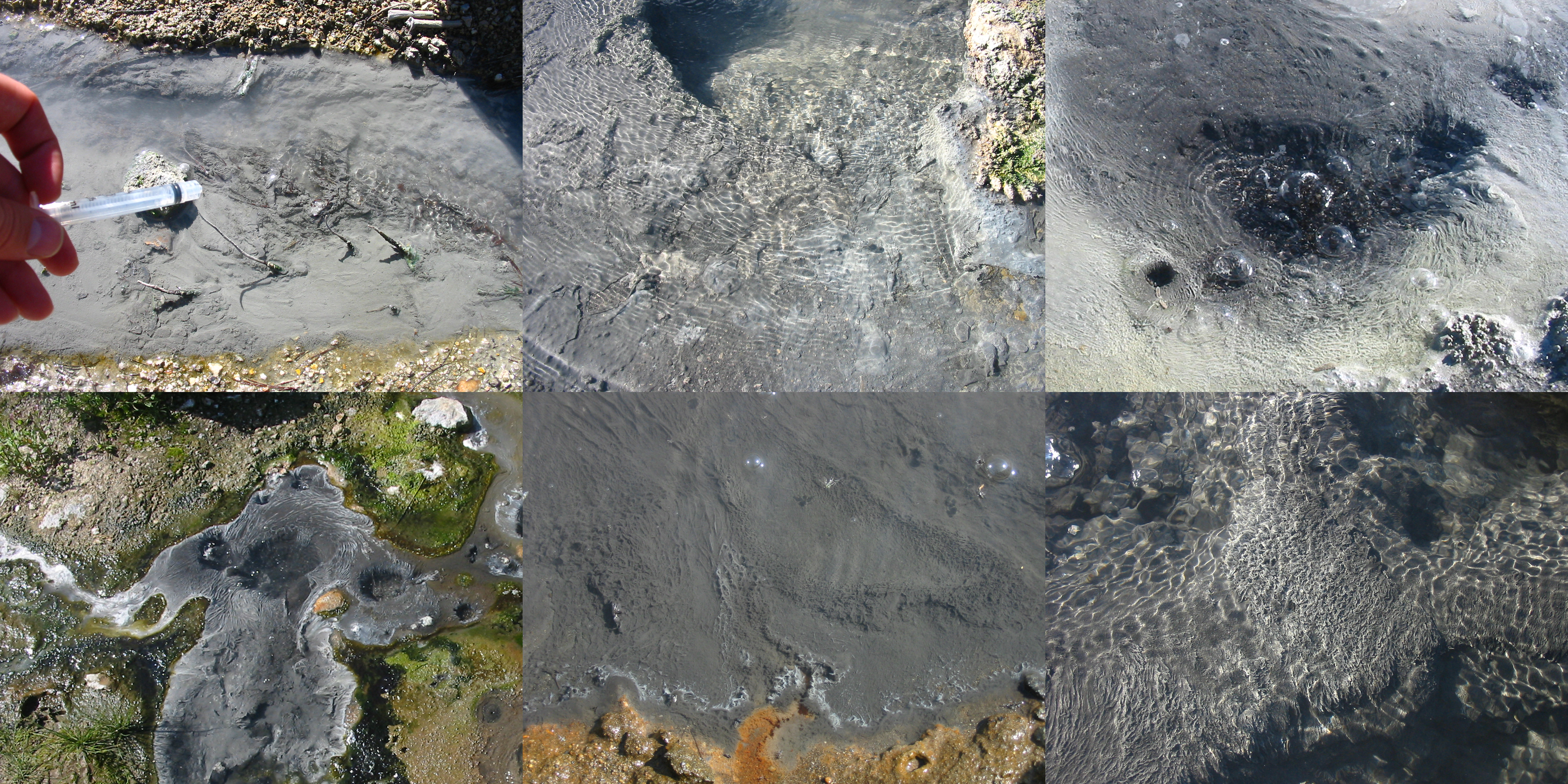
コル古細菌を含むカムチャッカ半島の温泉

初期の16S rRNA系統解析では、古細菌の中で最も深い分岐をしていると考えられたが、多数のたんぱく質を使った結合系統解析ではクレン古細菌に近い独立系統となることが多い。その後、2010年代以降に多数の古細菌系統が発見されるようになると、クレン古細菌に近いTACK上門の一部であるとみなされるようになった。
発見から十年以上が経過しているが、環境中での存在量も少なくいまだ実態は不明な点が多い。2018年現在、純粋培養は成功しておらず、記載種もない。集積培養系として“Candidatus Korarchaeum cryptofilum” OPF8が存在しており、2008年にこの株の全ゲノムの解読が報告された。
この株は、太さ0.16-0.18μm、長さ15μmの糸状菌で、ゲノムサイズは1.59Mbp、ORFは1,617箇所であった。ゲノム情報からは、ペプチドやアミノ酸を基質に嫌気従属栄養的に増殖すると予測されている。
最初の検出例や、"Ca. K. cryptofilum" OPF8はイエローストーン国立公園からのサンプルであるが、アイスランドやカムチャッカ半島の陸上温泉からも検出されている。

## 命名の由来
Korarchaeota(コルアーキオータ)のkorosあるいはkoreとは若い男、あるいは女という意味。